# Vindlav
Vindlav (Ophioparma ventosa) är en lavart som först beskrevs av L., och fick sitt nu gällande namn av Norman. Vindlav ingår i släktet Ophioparma, och familjen Ophioparmaceae. Arten är reproducerande i Sverige.

## Bildgalleri

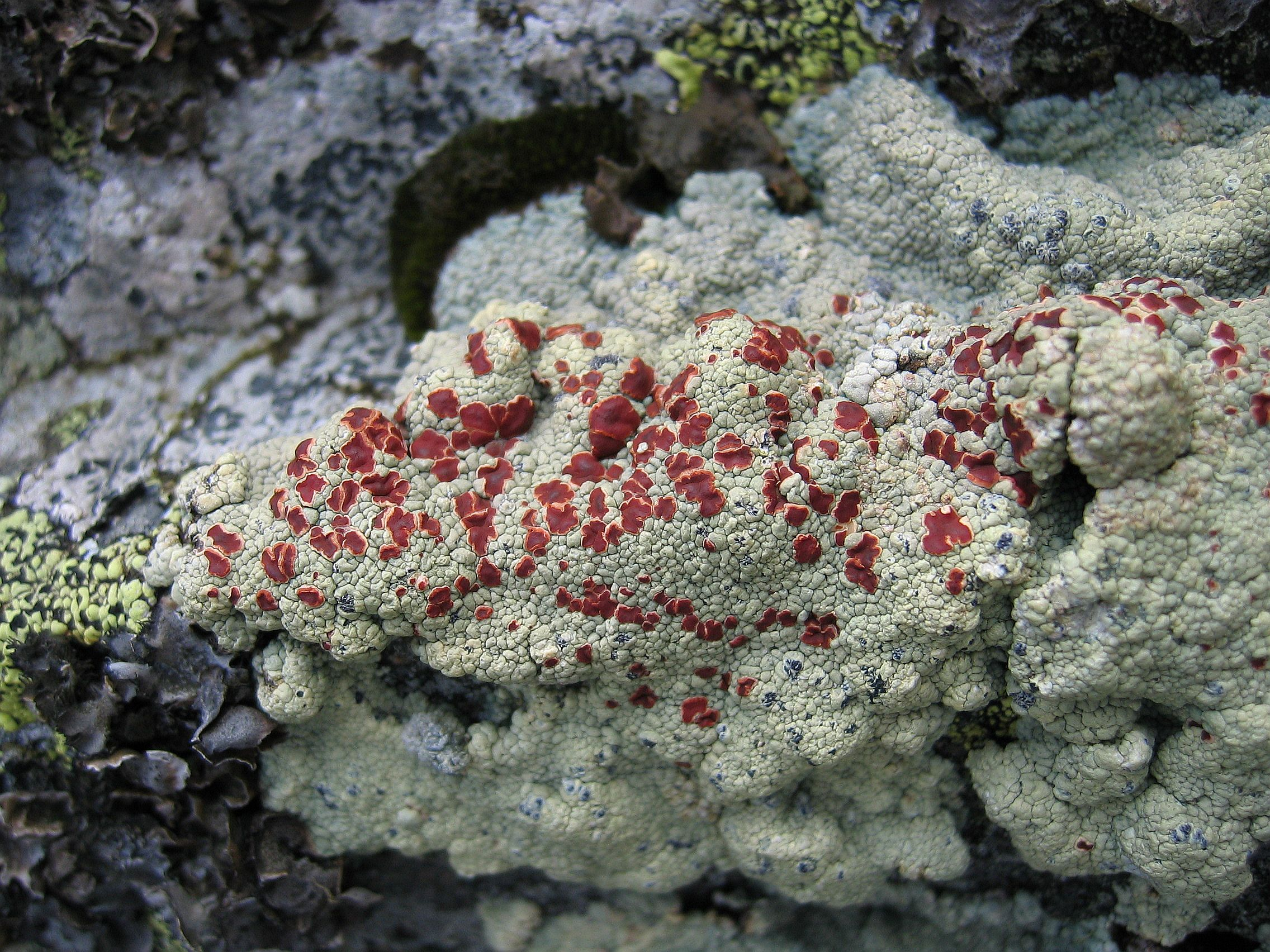